# El húsar
El húsar es la primera novela corta de Arturo Pérez-Reverte. Fue redactada en 1983 y publicada por primera vez por Ediciones Akal en 1986, aunque el autor la revisó, modificando algunas palabras, en la nueva edición publicada por Alfaguara en 2004. Cabe destacar que Arturo Pérez-Reverte comenzó a dedicarse a la literatura después de 21 años trabajando como reportero de guerra, por lo tanto esta novela está muy cargada de todo lo que vivió en sus años anteriores.

## Argumento
El húsar se desarrolla en España en el siglo XIX, cuando el ejército francés napoleónico había ocupado el país, en la llamada Guerra de la Independencia Española. El protagonista es un soldado del ejército francés que combate a caballo, un húsar, nombre con el que se designaba a los soldados de la caballería ligera. Se trata de un joven de 19 años, llamado Frederic Glüntz, que todavía no había entrado en combate y que está ansioso por hacerlo para poder obtener gloria y fama. Después de varios días, el regimiento de Frederic entra en combate con resultados adversos para Francia. Allí es donde Frederic comprende que la guerra no tiene nada de heroico, ni nada de lo cual valga la pena alardear.

## Personajes
- Frederic Glüntz: Subteniente de 19 años. Nacido en Alsacia, segundo hijo de un comerciante de Estrasburgo.[1] De cabello castaño claro abundante y unas mejillas cubiertas por una rala pelusilla rubia que le daban la apariencia adolescente.[2]
- Michel de Bourmont: guapo mozo, cuyos modales y aplomo revelaban un origen aristocrático. Asignado al 4° Regimiento de Húsares, con destacamento en España. Hablaba con un particular y distinguido ceceo.[1]
- Coronel Letac: Bretón arrogante, brutal y valeroso al mando del 4° Regimiento de Húsares. Inició su carrera militar como Cabo en la guarnición de Brest. De cabeza dura con cicatrices de sablazos en las mejillas, tenía fama de buen jinete y bravo soldado. Procuraba ser firme, justo y razonable con sus hombres y era cruel frente al enemigo.
- Teniente Fucken: Lorenés de pelo rizado y ojos negros.

## Análisis de la obra
Arturo Pérez-Reverte trata en esta obra de mostrarnos la verdadera cara de la guerra. Rescata el honor del soldado anónimo que muere y desaparece en el campo de batalla sin que nadie lo recuerde, más que la estadística, y a veces ni eso. Para ello se sirve de la historia de un húsar ansioso por entrar en combate para poder lucirse ante sus compañeros, y poder tener historias y anécdotas con las cuales seducir a muchachas en los bailes, y el cual, al conocer la cruda realidad, se da cuenta de lo absurdo. De lo absurdo que fue la alegría de su padre al verlo enrolarse en el ejército, de lo absurdo que se ven los hombres con medallas en el pecho que lo único que simbolizan es la suerte que otros no tuvieron para poder llevarlas. Se da cuenta de que es él, un joven de 19 años, el que lucha por los ideales de la revolución, y el que va a morir en lugar de los que los redactaron.